# Einmalbergtunnel
Der Einmalbergtunnel ist ein 1141 m langer Eisenbahntunnel der Schnellfahrstrecke Hannover–Würzburg. Er unterquert bei Gemünden am Main den Einmalberg und trägt daher seinen Namen. Die Röhre nimmt zwei Gleise auf, die planmäßig mit bis zu 250 km/h befahren werden.
In der Planungs- und Bauphase wurde der Tunnel auch als Objekt 27 bezeichnet.

## Verlauf
Das Nordportal des Tunnels bei Streckenkilometer 289, das Südportal bei Streckenkilometer 290,6. Das Nordportal lag in der Bauphase bei Baukilometer 272,8, das Südportal bei Baukilometer 273,9. Das Nordportal schließt unmittelbar an das südliche Widerlager der Sinntalbrücke Schaippach an.
Die Trasse liegt im nördlichen Teil des Tunnels in einem großen Bogen von 32.000 m Radius. 400 m vom Nordportal entfernt (ehemaliger Baukilometer 273,2) läuft der Tunnel bis zum Südportal in einer Geraden. Die maximale Überdeckung liegt bei 130 m. Die Gradiente steigt, Richtung Süden, zunächst mit 8,05 Promille an und erreicht beim ehemaligen Baukilometer 273,700 einen Neigungswechsel, an den sich ein Gefälle von 12,5 Promille anschließt.
Südlich schließt sich an den Tunnel die Maintalbrücke Gemünden an, nördlich folgt ein längerer Abschnitt freier Strecke.
In der Nähe des Südportals überquert die Strecke die Bundesstraße 26 auf einer dreifeldrigen, 45 m langen Brücke.

## Geschichte

### Planung
Der Planungsstand von Ende 1977 sah eine Länge von 1135 m für das Bauwerk vor. Während der Höhenverlauf dem später realisierten Profil entsprach, war im Nordbereich des Tunnels noch eine Rechtskurve von 28.000 m Radius vorgesehen.
Die Bauarbeiten wurden am 17. Dezember 1980 an eine Arbeitsgemeinschaft der Firmen Bilfinger + Berger und Universale vergeben, die zu Baubeginn rund 60 Mitarbeiter beschäftigte. Das Bauwerk zählte zu den ersten Bauwerken der Neubaustrecke, die vergeben worden waren.
Bei Baubeginn war der Durchschlag für den 4. Dezember 1981 vorgesehen, die Fertigstellung – nach einer Bauzeit von 90 Wochen – im September 1982. Die geplante Länge lag bei 1127 m.

### Bau

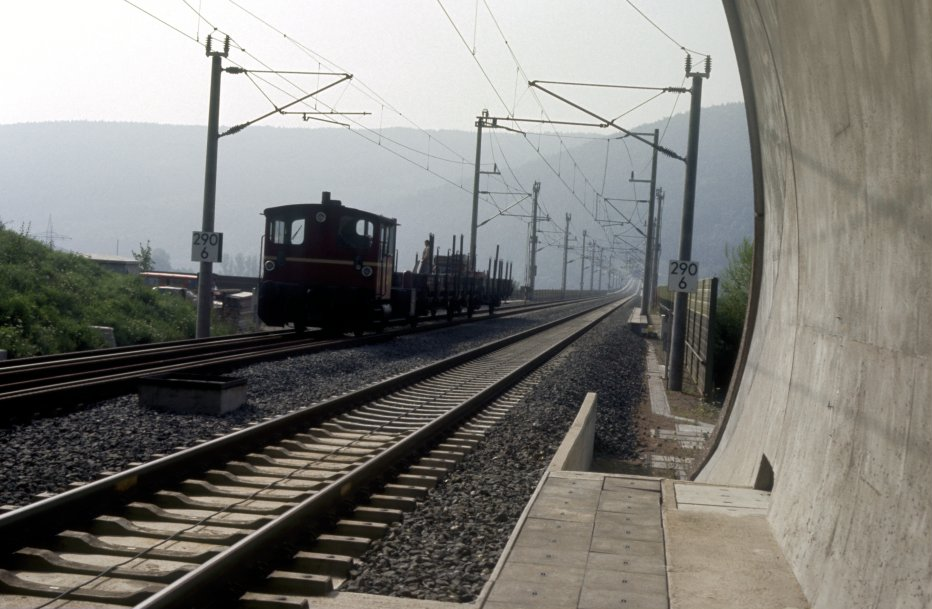
Blick aus dem Südportal mit Bauzug (September 1987). Im Hintergrund ist die Maintalbrücke Gemünden zu sehen, im Vordergrund der Übergang von der Festen Fahrbahn auf das Schotterbett

Die Bauarbeiten begannen im Dezember 1980 (im gleichen Monat wurde auch mit dem Bau des Sinnbergtunnels begonnen). Mit dem Durchschlag wurde Anfang 1981 für den 4. Dezember 1981 gerechnet, dem Namenstag der Heiligen Barbera. Die endgültige Fertigstellung wurde für September 1982, 90 Wochen nach Baubeginn, erwartet. Die geplanten Kosten lagen bei 29 Millionen D-Mark.
Der Tunnel wurde am 22. Mai 1981 angeschlagen. Die Patenschaft hatte Carola Koch übernommen, die Ehefrau des Bundesbahn-Präsidenten Peter Koch. Sie unterzeichnete beim Anschlag des Tunnels symbolisch eine Urkunde für die erste Sprengung. Zu den weiteren Gästen zählten der bayerische Wirtschafts- und Verkehrsminister Jaumann sowie Kurt Völker, der erste Bürgermeister von Gemünden. Insgesamt wohnten rund 5.000 Gäste (nach anderen Angaben 500) den Feierlichkeiten bei.
Der Tunnelanschlag vom 22. Mai 1981 wurde von der damaligen Bundesbahn als offizieller Baubeginn im Südabschnitt (Fulda–Würzburg) gefeiert, obwohl die Sinntalbrücke Schaippach bereits seit Oktober 1980 im Bau war und der Sinnbergtunnel bereits drei Monate zuvor, am 25. Februar 1981, offiziell angeschlagen worden war. Auch der Betriebsbahnhof Burgsinn war bereits im Bau.
Die geplante Länge lag bei 1.127 m, das geplante Bauvolumen bei 29 Mio. D-Mark (rund 15 Mio. Euro). Hergestellt wurde ein Nutzquerschnitt von 86 m², bei einem Ausbruchsquerschnitt von 106 m².
Der Vortrieb erfolgte von Süden nach Norden, wobei von Norden ein kurzer Gegenvortrieb gefahren wurde. Der Tunnel wurde weitgehend durch Buntsandstein vorangetrieben. Zunächst wurde die Kalotte vorgetrieben; in einem Nachlauf von 80 bis 100 Metern folgte darauf die Strosse. Im kombinierten Spreng- und Baggervortrieb wurde eine durchschnittliche tägliche Vortriebsleistung von 6 m erzählt. Die rund 234.000 m³ des Tunnelausbruchsmaterials wurden vor dem Südportal flach aufgeschüttet, um einen fließenden Übergang zu der benachbarten Maintalbrücke zu ermöglichen. Um einer drohenden Wühlmausplage am Bahndamm entgegenzuwirken, wurden Landestangen für Mäusebussarde aufgestellt.
Der Durchschlag erfolgte am 4. Februar 1982 am Nordportal. Die Tunnelpatin löste dabei den letzten Sprengschuss aus. Mit 25 kg Sprengstoff wurde eine drei Meter dicke Buntsandsteinwand 35 m tief im Berg gesprengt.
Es war der erste Durchschlag der Neubaustrecke. Zu diesem Zeitpunkt waren vier weitere Tunnel der Strecke im Bau.
Beim Anschlag und Durchschlag der Röhre war kein evangelischer Geistlicher anwesend. Der Würzburger Dekan Martin Elze begründete dies damit, dass „die evangelische Kirche sich nicht mit einem Vorhaben“ identifizieren dürfe, „das derartige Eingriffe in Natur und Umwelt im Bereich des Maintals mit sich bringt (...).“ Die evangelische Kirche war auf gut einem dutzend von bis dahin etwa 25 Tunnelanschlags- oder Durchschlagsfeiern nicht vertreten gewesen.
Der Tunnel wurde im Oktober 1982 fertiggestellt. Der im Rohbau fertiggestellte Tunnel wurde zeitweilig als Abkürzung von Spaziergängern Richtung Sinntal benutzt.

### Betrieb
Im Rahmen der ICE-Weltrekordfahrt am 1. Mai 1988 stellte der Versuchszug InterCityExperimental nördlich des Nordportals, im Sinntal (Strecken-Km 287,956), mit einer Geschwindigkeit von 406,9 km/h einen Geschwindigkeits-Weltrekord für Schienenfahrzeuge auf.

## Technik
Als einer der ersten Eisenbahntunnel in Deutschland erhielt er eine Feste Fahrbahn (Bauart Rheda) an Stelle eines konventionellen Schotter-Oberbaus.
Im Tunnel stehen zwei Blockkennzeichen in südlicher Richtung.